# Ryszard Grzegorczyk
Ryszard Paweł Grzegorczyk (* 20. September 1939 in Beuthen O.S., Deutsches Reich; † 5. November 2021 ebenda) war ein polnischer Fußballspieler. 

## Karriere
Ryszard Grzegorczyk begann seine Profikarriere als Fußballspieler bei Polonia Bytom, für die er zwischen 1957 und 1971 über 300 Spiele absolvierte. Während dieser Zeit wurde Grzegorczyk mit dem Klub dreimal polnischer Vizemeister und wurde 1962 Polnischer Meister. 1960 wurde der Mittelfeldspieler erstmals in die Polnische Nationalmannschaft berufen. Er gehörte zum Aufgebot bei den Olympischen Spielen 1960 und absolvierte insgesamt 23 Länderspiele und schoss dabei 2 Tore. Nach seiner Zeit in Bytom wechselte Grzegorczyk 1971 nach Frankreich zum RC Lens, wo er fünf Jahre aktiv war. Später wurde er Trainer bei einigen polnischen Vereinen.
Ryszard Grzegorczyk starb in der Nacht vom 4. auf den 5. November 2021 im Alter von 82 Jahren.